# Código Procesal Penal de Chile
El Código Procesal Penal de la República de Chile (CPP, o NCPP para diferenciarlo del antiguo Código de Procedimiento Penal) es el cuerpo legal chileno que regula el proceso penal. Se enmarca en la reforma procesal penal, que buscó reemplazar el sistema procesal penal inquisitivo por uno acusatorio formal, oral y público.
Fue aprobado mediante la Ley n.º 19696, promulgada el 29 de septiembre de 2000 y publicada el 12 de octubre del mismo año. Entró en vigencia paulatinamente en las distintas regiones del país, entre el 16 de diciembre de 2000 y el 16 de junio de 2005, bajo el gobierno del presidente Ricardo Lagos.
El texto original tenía 485 artículos permanentes y 1 transitorio, distribuidos en 4 libros y un título final.
Para los casos que involucran militares activos en la época de la dictadura militar de Augusto Pinochet, se utiliza el antiguo sistema procesal penal originado en 1906, sin las garantías introducidas con la reforma efectuada entre el 2000 y 2005. Estos militares cumplen condena en el Penal de Punta Peuco o en Colina 1.